# Podgóra (Piaseczno)
Pour les articles homonymes, voir Podgóra.
Podgóra (prononciation : [pɔdˈɡura]) est un village polonais de la gmina de Góra Kalwaria dans le powiat de Piaseczno de la voïvodie de Mazovie dans le centre-est de la Pologne.
Il se situe à environ 6 kilomètres au sud de Góra Kalwaria (siège de la gmina), 22 kilomètres au sud-est de Piaseczno (siège du powiat) et à 37 kilomètres au sud-est de Varsovie (capitale de la Pologne).

## Histoire
De 1975 à 1998, le village appartenait administrativement à la voïvodie de Varsovie.